# Волочиська міська рада
Волочи́ська міська́ ра́да — адміністративно-територіальна одиниця та орган місцевого самоврядування в Волочиському районі Хмельницької області. Адміністративний центр — місто Волочиськ.

## Загальні відомості
Волочиська міська рада утворена в 1970 році.
- Територія ради: 9,9 км²
- Населення ради: 19 578 осіб (станом на 2013 рік)
- Територією ради протікає річка Збруч

## Населені пункти
Міській раді підпорядковані населені пункти:
- м. Волочиськ

## Склад ради
Рада складається з 32 депутатів та голови.
- Голова ради: Черниченко Костянтин Володимирович
- Секретар ради: Коваль Аліна Володимирівна

### Керівний склад попередніх скликань
| Прізвище, ім'я, по батькові        | Основні відомості                                                     | Дата обрання | Дата звільнення |
| ---------------------------------- | --------------------------------------------------------------------- | ------------ | --------------- |
| Чорна Галина Богданівна            | Міський голова, 1967 року народження, член Партії захисників Вітчизни | 26.03.2006   | 31.10.2010      |
| Черниченко Костянтин Володимирович | Міський голова, 1971 року народження, освіта вища                     | 31.10.2010   |                 |

Примітка: таблиця складена за даними сайту Верховної Ради України

### Депутати
За результатами місцевих виборів 2010 року депутатами ради стали:

#### За суб'єктами висування
| Суб'єкт висування                                       | Кількість обраних депутатів | %    |
| ------------------------------------------------------- | --------------------------- | ---- |
| Партія регіонів                                         | 11                          | 34,4 |
| Політична партія «Фронт Змін»                           | 7                           | 21,9 |
| Політична партія Всеукраїнське об'єднання «Батьківщина» | 3                           | 9,4  |
| Народна партія                                          | 2                           | 6,3  |
| Партія промисловців і підприємців України               | 2                           | 6,3  |
| Політична партія «Сильна Україна»                       | 2                           | 6,3  |
| Соціально-екологічна партія «Союз. Чорнобиль. Україна.» | 2                           | 6,3  |
| Єдиний Центр                                            | 1                           | 3,1  |
| Партія захисників Вітчизни                              | 1                           | 3,1  |
| Партія «Народна влада»                                  | 1                           | 3,1  |

#### За округами
| № округу                                                | Прізвище, ім'я, по батькові          | Дата визнання обраним | Освіта             | Партійна приналежність                                        | Відомості про обраного депутата                                                             |
| ------------------------------------------------------- | ------------------------------------ | --------------------- | ------------------ | ------------------------------------------------------------- | ------------------------------------------------------------------------------------------- |
| Єдиний Центр                                            |                                      |                       |                    |                                                               |                                                                                             |
| 6                                                       | Савичева Алла Андріївна              | 05.11.2010            | вища               | позапартійна                                                  | Волочиська районна лікарняцентральна, лікар-педіатр                                         |
| Народна Партія                                          |                                      |                       |                    |                                                               |                                                                                             |
| 2                                                       | Бович Сергій Васильович              | 05.11.2010            | вища               | член Народної партії                                          | ПП «Агропром», заступник директора                                                          |
| 10                                                      | Звірок Андрій Миколайович            | 05.11.2010            | вища               | член Народної партії                                          | Філія «Ощадбанку», м. Волочиськ, керуючий                                                   |
| Партія захисників Вітчизни                              |                                      |                       |                    |                                                               |                                                                                             |
| 5                                                       | Клімова Оксана Михайлівна            | 05.11.2010            | вища               | член Партії захисників Вітчизни                               | Волочиське комунальне підприємство «Ринок Центральний», директор ринку                      |
| Партія «Народна влада»                                  |                                      |                       |                    |                                                               |                                                                                             |
| 8                                                       | Верба Володимир Петрович             | 05.11.2010            | середня спеціальна | член Партії «Народна влада»                                   | Наркевицький цукровий завод, різноробочий                                                   |
| Партія промисловців і підприємців України               |                                      |                       |                    |                                                               |                                                                                             |
| б/м                                                     | Коваль Володимир Васильович          | 05.11.2010            | вища               | позапартійний                                                 | Волочиська райдержадміністрація, перший заступник голови райдержадміністрації               |
| б/м                                                     | Багазій Леся Василівна               | 05.11.2010            | вища               | член Партії промисловців і підприємців України                | Волочиська загальноосвітня школа ІІІІ ст. №, вчитель початкових класів                      |
| Партія регіонів                                         |                                      |                       |                    |                                                               |                                                                                             |
| б/м                                                     | Мазур Олег Вікторович                | 05.11.2010            | незакінчена вища   | член Партії регіонів                                          | Волочиська районна державна адміністрація, керівник апарату                                 |
| б/м                                                     | Мирошниченко Олександр Володимирович | 05.11.2010            | вища               | член Партії регіонів                                          | ТОВ «Тернопіль-Добробуд», директор                                                          |
| б/м                                                     | Папірна Юлія Володимирівна           | 05.11.2010            | вища               | член Партії регіонів                                          | Маначинська загальноосвітня школа І-ІІІ ст., вчитель                                        |
| б/м                                                     | Лемішевський Віталій Анатолійович    | 05.11.2010            | вища               | позапартійний                                                 | Волочиська районна державна адміністрація, завідувач юридичного сектору                     |
| 1                                                       | Шпак Наталія Вікторівна              | 05.11.2010            | вища               | член Партії регіонів                                          | Волочиський міський клуб, завідувачка                                                       |
| 3                                                       | Яремішин Анатолій Володимирович      | 05.11.2010            | вища               | член Партії регіонів                                          | Волочиська ЦРЛ, лікар-травматолог                                                           |
| 4                                                       | Чагайна Олександр Олександрович      | 05.11.2010            | вища               | позапартійний                                                 | Волочиське відділення Приватбанку, начальник відділу                                        |
| 12                                                      | Заболотний Василь Геронович          | 05.11.2010            | вища               | позапартійний                                                 | Волочиський хлібзавод, директор                                                             |
| 14                                                      | Нікітюк Василь Миколайович           | 05.11.2010            | вища               | позапартійний                                                 | Волочиський машинобудівний завод, начальник цеху                                            |
| 15                                                      | Гудима Андрій Валерійович            | 05.11.2010            | вища               | позапартійний                                                 | Волочиський машинобудівний завод, начальник відділу                                         |
| 16                                                      | Горшкова Валентина Леонідівна        | 05.11.2010            | вища               | позапартійна                                                  | Волочиська загальноосвітня школа І-ІІІ ст. № 5, заступник директора школи з виховної роботи |
| Політична партія Всеукраїнське об'єднання «Батьківщина» |                                      |                       |                    |                                                               |                                                                                             |
| б/м                                                     | Курдибаха Ігор Тимофійович           | 05.11.2010            | вища               | член Всеукраїнського об'єднання «Батьківщина»                 | Волочиський ПАПЛ, керівник фізичного виховання                                              |
| б/м                                                     | Орищак Ольга Іванівна                | 05.11.2010            | вища               | член Всеукраїнського об'єднання «Батьківщина»                 | Волочиська районна організація інвалідів, заступник голови                                  |
| 9                                                       | Бабкін Андрій Павлович               | 05.11.2010            | вища               | член Всеукраїнського об'єднання «Батьківщина»                 | ТзОВ «Бітум 2», директор                                                                    |
| Політична партія «Сильна Україна»                       |                                      |                       |                    |                                                               |                                                                                             |
| б/м                                                     | Сутий Микола Васильович              | 05.11.2010            | вища               | член Політичної партії «Сильна Україна»                       | пенсіонер                                                                                   |
| б/м                                                     | Наумов Едуард Михайлович             | 05.11.2010            | вища               | член Політичної партії «Сильна Україна»                       | КП ВКГ «Джерело», директор                                                                  |
| Політична партія «Фронт Змін»                           |                                      |                       |                    |                                                               |                                                                                             |
| б/м                                                     | Коваль Аліна Володимирівна           | 05.11.2010            | вища               | член Політичної партії «Фронт Змін»                           | Національна телекомпанія України, старший редактор ТО                                       |
| б/м                                                     | Черепащук Валентина Петрівна         | 05.11.2010            | вища               | член Політичної партії «Фронт Змін»                           | ВАТ КБ "Надра " Хмельни цьке РУ -, в.о. начальника відділення                               |
| б/м                                                     | Химич Галина Василівна               | 05.11.2010            | середня спеціальна | член Політичної партії «Фронт Змін»                           | Волочи ський РБДЮТ, керівник гуртка                                                         |
| б/м                                                     | Гавришко Інна Василівна              | 05.11.2010            | вища               | член Політичної партії «Фронт Змін»                           | приватний підприємець                                                                       |
| б/м                                                     | Бородінова Ірина Ігорівна            | 05.11.2010            | вища               | член Політичної партії «Фронт Змін»                           | Ожиговецька загальноосвітня школа І-ІІ ст., вчитель                                         |
| 11                                                      | Курдибаха Людмила Іванівна           | 05.11.2010            | вища               | член Політичної партії «Фронт Змін»                           | ДНЗ «Сонечко», завідувачка                                                                  |
| 13                                                      | Дузь Володимир Олександрович         | 05.11.2010            | середня            | член Політичної партії «Фронт Змін»                           | приватний підприємець                                                                       |
| Соціально-екологічна партія «Союз. Чорнобиль. Україна.» |                                      |                       |                    |                                                               |                                                                                             |
| б/м                                                     | Волошин Болеслав Сільвестрович       | 05.11.2010            | вища               | член Соціально-екологічної партії «Союз. Чорнобиль. Україна.» | Волочиська ЦРЛ, лікар-офтальмолог                                                           |
| 7                                                       | Гаврилюк Петро Іванович              | 05.11.2010            | вища               | член Соціально-екологічної партії «Союз. Чорнобиль. Україна.» | РВ УМВС України в Хмельницькій обл, спеціаліст СГІРФО                                       |